# Ријека Црнојевића (Цетиње)
Ријека Црнојевића је градско насеље у пријестоници Цетиње у Црној Гори. Према попису из 2011. било је 175 становника.

## Географија и историја
Мали град на истој реци је један од најлепших мањих градова у Црној Гори. Ријека Црнојевића је лако доступна са магистралног пута Подгорица-Цетиње. Почетак приче о граду се везује за владара Зете, Ивана Црнојевића (1465-1490), који је да би избјегао Турску војску на Обод подигао утврђење и манастир, чија је црква посвећена Светом Николи. Ту је пренио своју пријестоницу са тврђаве Жабљак, а манастир је постао сједиште зетске Митрополије. У самом мјесту очувани су остаци историјских грађевина из времена Ивана Црнојевића као што су подрумска просторија једне давно порушене зграде, која се везује за рад тзв. Ободске штампарије, гдје је штампана прва ћирилична књига и прва књига на српскословенском "Октоих првогласник" 1494. године. Сем тога, на овом подручју је отворена прва апотека у Црној Гори, као и прва радионица оружја. Почетком 20 вијека у фабрици "Марица" производио се седеф-бисер од рибље крљушти. Ријека Црнојевића је током 19. и почетком 20. вијека била највећа црногорска лука и водећи трговачки центар. Посебно цијењен производ овог краја била је сува укљева због своје уникатности и изузетног укуса, веома тражена и на италијанским трпезама. На улазу у Ријеку Црнојевића је камени Данилов мост. Подигао га је књаз Данило 1853. године у спомен свога оца Станка Петровића. Уз мост је на лијевој обали ријеке подигао једноспратну кућу познату под именом "Мостина", очувану до данас. Најстарији сачувани објекат у Ријеци Црнојевића је кућа Светог Петра. Уживање у посјети овом мјесту употпуњавању богата гастрономска понуда аутентичних рибљих специјалитета, тематске шетње, вожња кајаком.
На улазу у насеље књаз Данило I Петровић је 1855. године подигао мост, у славу свом оцу Станку. Мост је служио као веза између вароши и Ријечког града и дио старог караванског пута Ријека Црнојевића - Вирпазар.
Краљ Никола I Петровић је на Ријеци подигао зимски дворац "Љесковац" и саградио велики мост који повезује Ријеку са Вирпазаром. Овај мост је дугачак 120 метара и зове се "Нови мост".

## Демографија
Ово насеље је углавном насељено Црногорцима (према попису из 2011. године), а у последња четири пописа, примећен је благи пад у броју становника.
|  |

| Демографија | Демографија | Демографија |
| Година      | Становника  | Становника  |
| ----------- | ----------- | ----------- |
|             |             |             |
|             |             |             |
|             |             |             |
|             |             |             |
| 1948.       | 596         |             |
| 1953.       | 632         |             |
| 1961.       | 804         |             |
| 1971.       | 587         |             |
| 1981.       | 484         |             |
| 1991.       | 340         | 327         |
| 2003.       |             | 216         |
| 2011.       |             | 175         |

| Етнички састав према попису из 2003.‍ | Етнички састав према попису из 2003.‍ | Етнички састав према попису из 2003.‍ | Етнички састав према попису из 2003.‍ | Етнички састав према попису из 2003.‍ |
| ------------------------------------ | ------------------------------------ | ------------------------------------ | ------------------------------------ | ------------------------------------ |
|                                      |                                      |                                      |                                      |                                      |
| Црногорци                            | Црногорци                            |                                      | 166                                  | 76,85%                               |
| Срби                                 | Срби                                 |                                      | 34                                   | 15,74%                               |
| непознато                            | непознато                            |                                      | 9                                    | 4,16%                                |

| Етнички састав према попису из 2011.‍ | Етнички састав према попису из 2011.‍ | Етнички састав према попису из 2011.‍ | Етнички састав према попису из 2011.‍ | Етнички састав према попису из 2011.‍ |
| ------------------------------------ | ------------------------------------ | ------------------------------------ | ------------------------------------ | ------------------------------------ |
|                                      |                                      |                                      |                                      |                                      |
| Црногорци                            | Црногорци                            |                                      | 119                                  | 68,00%                               |
| Срби                                 | Срби                                 |                                      | 35                                   | 20,00%                               |
| Црногорци Срби                       | Црногорци Срби                       |                                      | 6                                    | 3,43%                                |
| неизјашњени                          | неизјашњени                          |                                      | 13                                   | 7,43%                                |

| Година пописа     | 1948. | 1953. | 1961. | 1971. | 1981. | 1991. | 2003. |
| ----------------- | ----- | ----- | ----- | ----- | ----- | ----- | ----- |
| Број домаћинстава | 185   | 189   | 224   | 173   | 164   | 125   | 96    |

| Број чланова      | 1  | 2  | 3  | 4 | 5  | 6 | 7 | 8 | 9 | 10 и више | Просек |
| ----------------- | -- | -- | -- | - | -- | - | - | - | - | --------- | ------ |
| Број домаћинстава | 94 | 42 | 23 | 9 | 10 | 5 | 4 | 0 | 0 | 0         | 1      |

| Пол    | Укупно | Неожењен/Неудата | Ожењен/Удата | Удовац/Удовица | Разведен/Разведена | Непознато |
| ------ | ------ | ---------------- | ------------ | -------------- | ------------------ | --------- |
| Мушки  | 73     | 21               | 44           | 5              | 3                  | 0         |
| Женски | 108    | 24               | 42           | 39             | 2                  | 1         |
| УКУПНО | 181    | 45               | 86           | 44             | 5                  | 1         |

| Пол    | Укупно                    | Пољопривреда, лов и шумарство | Рибарство                            | Вађење руде и камена | Прерађивачка индустрија       |
| ------ | ------------------------- | ----------------------------- | ------------------------------------ | -------------------- | ----------------------------- |
| Мушки  | 31                        | 1                             | 0                                    | 0                    | 14                            |
| Женски | 30                        | 0                             | 0                                    | 0                    | 19                            |
| УКУПНО | 61                        | 1                             | 0                                    | 0                    | 33                            |
| Пол    | Производња и снабдевање   | Грађевинарство                | Трговина                             | Хотели и ресторани   | Саобраћај, складиштење и везе |
| Мушки  | 3                         | 0                             | 2                                    | 0                    | 4                             |
| Женски | 0                         | 0                             | 3                                    | 3                    | 1                             |
| УКУПНО | 3                         | 0                             | 5                                    | 3                    | 5                             |
| Пол    | Финансијско посредовање   | Некретнине                    | Државна управа и одбрана             | Образовање           | Здравствени и социјални рад   |
| Мушки  | 0                         | 0                             | 1                                    | 1                    | 0                             |
| Женски | 0                         | 0                             | 0                                    | 1                    | 2                             |
| УКУПНО | 0                         | 0                             | 1                                    | 2                    | 2                             |
| Пол    | Остале услужне активности | Приватна домаћинства          | Екстериторијалне организације и тела | Непознато            | Непознато                     |
| Мушки  | 2                         | 0                             | 0                                    | 3                    | 3                             |
| Женски | 0                         | 0                             | 0                                    | 1                    | 1                             |
| УКУПНО | 2                         | 0                             | 0                                    | 4                    | 4                             |